# Consonne fricative latérale vélaire sourde
La consonne fricative latérale vélaire sourde est un son consonantique assez rare. Le symbole utilisé, officiellement dans les extensions de l'alphabet phonétique international, est [𝼄] et est formé d’une petite capitale L, symbole d’une spirante latérale vélaire voisée, avec une sangle comme d’autres consonnes fricatives latérales. Son symbole API standard est [ʟ̝̊].

## Caractéristiques
Voici les caractéristiques de la consonne fricative latérale vélaire sourde :
- son mode d'articulation est fricatif, ce qui signifie qu’elle est produite en contractant l'air à travers une voie étroite au point d’articulation, causant de la turbulence ;
- Son point d'articulation est vélaire, ce qui signifie qu'elle est articulée sur la partie antérieure de la langue (le dorsum) contre le palais mou (ou velum).
- sa phonation est sourde, ce qui signifie qu'elle est produite sans la vibration des cordes vocales ;
- c'est une consonne orale, ce qui signifie que l'air ne s’échappe que par la bouche ;
- c'est une consonne latérale, ce qui signifie qu’elle est produite en laissant l'air passer sur les deux côtés de la langue, plutôt que dans le milieu ;
- son mécanisme de courant d'air est égressif pulmonaire, ce qui signifie qu'elle est articulée en poussant l'air par les poumons et à travers le chenal vocatoire, plutôt que par la glotte ou la bouche.

## Sources
- (en) Kirk Miller et Martin Ball, Expansion to the extIPA and VoQS, 14 avril 2020 (lire en ligne)